# Juan Carlos Letelier
Juan Carlos Letelier Pizarro (Valparaíso, 20 de mayo de 1959) es un exfutbolista y entrenador chileno de fútbol. Ocupó la posición de delantero, siendo uno de los goleadores máximos de selección de fútbol de Chile. Fue entrenador de Municipal La Pintana entre 2009 y 2010.

## Biografía
Formado en Santiago Wanderers, "El Llanero Solitario", fue en sus comienzos un delantero veloz, de buen finiquito con ambas piernas y correcto juego aéreo. Después de una gran campaña jugando por Audax Italiano, a nivel local alcanzó su mejor nivel en Cobreloa, titulándose campeón los años 82 y 85. Integró el plantel subcampeón de Copa Libertadores 1982.
En 1987 con el plantel calameño llegó a semifinales del mismo torneo en la última gran actuación naranja.
Transferido al fútbol colombiano donde fue figura en el Independiente Medellín, Letelier retornó brevemente a Deportes La Serena, para luego volver a extranjero, jugando en el Internacional de Porto Alegre de Brasil en 1990 a la siguiente temporada tras un paso por Cruz Azul y Deportes Antofagasta pasa al Universitario de Deportes de Perú, donde se consagró campeón en 1992, al año siguiente militó en dos clubes Deportivo Independiente Medellín y Caracas F. C. para en 1994 retornar al Perú para jugar en el Sporting Cristal para cerrar su carrera al siguiente año en Deportes La Serena.
Es Director Técnico de la Universidad de las Américas y las divisiones inferiores de Audax Italiano.

## Selección nacional
Participó del Campeonato Sudamericano Sub-20 de 1979, por lo que terminó involucrado en el caso de los pasaportes falsos.
Integró la selección chilena por una década, jugando 57 partidos y marcando 18 goles (10 en partidos oficiales y 8 en amistosos) entre 1979 y 1989.
Letelier jugó el Mundial de España 82, donde anotó el último gol ante Argelia. Subcampeón en la Copa América de 1987, participando en la histórica goleada a Brasil 4:0 con dos tantos. Su último partido fue el 3 de septiembre de 1989 ante Brasil, partido que fue conocido como el Maracanazo de la selección chilena.

### Participaciones internacionales con la selección

#### Participaciones en Copas del Mundo
| Mundial              | Sede   | Resultado     | Partidos | Goles |
| -------------------- | ------ | ------------- | -------- | ----- |
| Copa Mundial de 1982 | España | Primera Ronda | 2        | 1     |

#### En Copa América
| Copa              | Sede          | Resultado      | Partidos | Goles |
| ----------------- | ------------- | -------------- | -------- | ----- |
| Copa América 1983 | Sin sede fija | Fase de grupos | 4        | 1     |
| Copa América 1987 | Argentina     | Subcampeón     | 4        | 3     |
| Copa América 1989 | Brasil        | Fase de grupos | 3        | 1     |

#### En Eliminatorias Sudámericanas
| Eliminatorias                    | País   | Resultado     | Posición                  | PJ | Goles |
| -------------------------------- | ------ | ------------- | ------------------------- | -- | ----- |
| Eliminatorias Sudamericanas 1986 | México | Eliminado     | Segunda fase de Repechaje | 4  | 1     |
| Eliminatorias Sudamericanas 1990 | Italia | Descalificado | 2.º Grupo 3               | 3  | 3     |

## Clubes

### Como jugador
| Club                          | País      | Año       |
| ----------------------------- | --------- | --------- |
| Santiago Wanderers            | Chile     | 1977-1980 |
| Audax Italiano                | Chile     | 1981-1982 |
| Cobreloa                      | Chile     | 1982-1987 |
| Independiente Medellín        | Colombia  | 1988      |
| Deportes La Serena            | Chile     | 1989-1990 |
| Internacional de Porto Alegre | Brasil    | 1990      |
| Cruz Azul                     | México    | 1990-1991 |
| Deportes Antofagasta          | Chile     | 1991      |
| Universitario de Deportes     | Perú      | 1992      |
| Caracas FC                    | Venezuela | 1993      |
| Santiago Wanderers            | Chile     | 1993      |
| Sporting Cristal              | Perú      | 1994      |
| Deportes La Serena            | Chile     | 1995      |

### Como entrenador
| Club                 | País  | Año       |
| -------------------- | ----- | --------- |
| Municipal La Pintana | Chile | 2009-2010 |

## Palmarés

### Como jugador

#### Campeonatos nacionales
| Título           | Club             | País  | Año  |
| ---------------- | ---------------- | ----- | ---- |
| Primera División | Cobreloa         | Chile | 1982 |
| Primera División | Cobreloa         | Chile | 1985 |
| Copa Chile       | Cobreloa         | Chile | 1986 |
| Primera División | Universitario    | Perú  | 1992 |
| Primera División | Sporting Cristal | Perú  | 1994 |

### Como entrenador

#### Campeonatos nacionales
| Título             | Club                 | País  | Año  |
| ------------------ | -------------------- | ----- | ---- |
| Tercera División B | Municipal La Pintana | Chile | 2009 |

### Distinciones individuales
| Distinción                                          | Año  |
| --------------------------------------------------- | ---- |
| Parte del Equipo Bicentenario de Santiago Wanderers | 2010 |